# カヅラカタ歌劇団
カヅラカタ歌劇団は、東海中学校・高等学校 の演劇部の名称であり、男子だけで宝塚歌劇団の演目のみを行う部活動。

## 概要[1][2]
宝塚歌劇団が女性だけの劇団であるのに対して、男子校で、宝塚の演目を行う劇団なので、「タカラヅカ」を逆さまにして「カヅラカタ歌劇団」と称して活動している。宝塚のように組が複数ある訳ではないが、「東海」にちなんで「海組」としている。
男子高校生がシンクロナイズドスイミングに挑戦する実話をもとにした映画「ウォーターボーイズ」に触発され、2003年の文化祭実行委員長が文化祭を盛り上げるための企画として考案したのが起源となっている。2013年から正式に部活動（演劇部）となり、文化祭から独立して別日で公演が行われている。春の新人公演、秋の本公演の年2演目で、午前・午後の一日で2回限りの公演が行われる。会場となっている東海学園大講堂は、1,500名程収容でき、国の登録有形文化財に登録されている歴史的建造物であるが、公演当日には、全国から観客が訪れ満員となる。
活動の様子については、マスコミで取り上げられることもしばしばあり、2012年にはこのカヅラカタ歌劇団をモデルにした「ハイスクール歌劇団☆男組」がCBCテレビでドラマ制作されている。また、2020年に講談社から発売された「レビュダン！」（中村世子）では、漫画のモデルにもなっている。
宝塚歌劇団のOGや演出家等の関係者がカヅラカタの公演を鑑賞したり、指導に入ることもあり、進化の原動力になっている。2023年には、元雪組トップスターの望海風斗と元雪組男役の綾凰華が「SUPER VOYAGER!」の指導を、元月組トップ娘役の美園さくらが「エリザベート」の指導を行っている。また、元花組男役の天真みちるも2021年の「CASANOVA」から臨時指導にあたっている。2016年には、演出家の小池修一郎と元雪組トップスターの一路真輝が、観劇をしている。さらに、宝塚OGでメイクアップアーティストとして宝塚歌劇団のポスターや写真集を手掛けるCHIHARUが、2019年の「スカーレット・ピンパーネル」からメイク指導を行っている。
運営については、団員の保護者で構成される「すみれ会」が、衣装をメインに大道具、小道具等全般に渡りサポートをしている。また、地域の専門学校も実習を兼ねて協力をしている。舞台、音響、照明については、名古屋工学院専門学校、パンフレットやポスターについては、トライデントデザイン専門学校、一部の衣装についは、名古屋モード学園が担っている。
秋の本公演では、東海高等学校のオーケストラ部である東海学園交響楽団が音楽演奏を担当し、本家宝塚同様に生オケにて演劇が進行する。また、公演当日の観客の誘導や会場整理については、サタデープログラム（通称：サタプロ）実行委員が担当し、部活の枠を超えた行事となっている。

## カヅラカタ出身者
- 吉田志門[9] （第7期）
- 古田伊吹[10]（第13期）
- 鳥居留圭[11]（第15期）
- 矢木俊也[12]（第16期）

## 上演史[13]
- 第 1 期(2003年)「ベルサイユのばら」 ～オスカル編～
- 第 2 期(2004年)「ベルサイユのばら」 ～フェルゼンとマリー・アントワネット編～
- 第 3 期(2005年)「風と共に去りぬ」
- 第 4 期(2006年)「ベルサイユのばら」 ～オスカル編～
- 第 5 期(2007年)「ファントム」
- 第 6 期(2008年)「エリザベート -愛と死の輪舞（ロンド）-」

出演：島村 壮、正木祥太、真野哲彰 他
- 第 7 期(2009年)「ベルサイユのばら」 ～オスカル編～

出演：宮内洋平、吉田志門、丸子誉士宏 他
- 第 8 期(2010年)「スカーレット・ピンパーネル」

出演：石谷直斗、中西遥平、荒井滉矢 他
- 第 9 期(2011年)「ファントム」

出演：赤松拓海、佐久間夏生 他
- 第10期(2012年)「エリザベート -愛と死の輪舞（ロンド）-」

出演：大島寛達、杉山直登、中村昭宏 他
- 第11期(2013年)「ロミオとジュリエット」

出演：冨田祐一郎、大塚康貴 他
- 第12期(2014年)「眠らない男・ナポレオン」 ～愛と栄光の涯に～

出演：鈴木伶偉、林 佑志郎、鈴木健介 他
- 第13期(2015年)「維新回天・竜馬伝！」・ダンシングレヴュー「Joyfull!!」

出演：瀧川瑛介、古田伊吹、伊藤 侃 他
（新人公演「ゴールドスパーク kazurakata ver.」）
- 第14期(2016年)「エリザベート -愛と死の輪舞（ロンド）-」

出演：伊藤 侃、武田達哉、鳥居留佳 他
（新人公演「Shining Rhythm  kazurakata ver.」）
- 第15期(2017年)「1789 ～バスティーユの恋人たち～」

出演：鳥居留佳、川上龍人、矢木俊也 他
- 第16期(2018年)「ロミオとジュリエット」

出演：近藤慎太朗、矢木俊也、阿部隼也 他
（新人公演＝ショーイリュージョン「HOT EYES!! kazurakata ver.」）
- 第17期(2019年)「スカーレット・ピンパーネル」

出演：櫻井 響、前津瑳佑、竹内健人 他
（新人公演＝カヅラカタワンダーステージ「Kiiier Rouge」）
- 第18期(2020年) 「ALL for One」〜ダルタニアンと太陽王〜

出演：山口隼矢、中嶋 響、伊東和真 他
- 第19期(2021年)「CASANOVA」

出演：伊東和真、小竹志和、中久木駿太 他
（新人公演＝「ロックオペラ・モーツアルト  kazurakata ver.」）
- 第20期(2022年)「ポーの一族」

出演：奥村飛行翼、室田理貴、中久木駿太 他
（新人公演＝スパークリングショー「EXCITER!!  kazurakata ver.」）
- 第21期(2023年)「エリザベート -愛と死の輪舞（ロンド）-」

出演：森 康太朗、田中 碧、内田優仁 他
（新人公演＝レヴュー・スペクタキュラー「SUPER VOYAGER! kazurakata ver.」）
- 第22期(2024年)「ファントム」

出演：山下拓真、栢木 仁、池田凜太朗 他
（新人公演＝ショー グルーヴ「Fashionable Empire」）